# Karl Rumpel
Karl Ernst Friedrich Rumpel (* 21. Juni 1867 in Potsdam; † 1939 in Demmin in Pommern) war ein deutscher Illustrator und Maler und Mitglied im Reichsverband bildender Künstler Deutschlands, im Pommerschen Künstlerbund und im Ausstellungsverein Pommerscher Künstler in Stettin.

## Leben
Rumpel studierte an der Unterrichtsanstalt am Kunstgewerbemuseum Berlin bei Max Koch. Er bildete sich bei Friedrich Heyser in Dresden weiter und war Schüler der Kunstschule Weimar bei Max Thedy. Zeitweise war Rumpel in Goslar und in Berlin-Friedenau ansässig. Sein dauerhafter Wohnort Demmin war zugleich auch das Zentrum seines Schaffens. Er führte zahlreiche Aufträge im öffentlichen Bereich aus, so schuf er z. B. Gemälde für die Rathäuser in Demmin, Kolberg und Greifenberg in Pommern. Zum hundertjährigen Schuljubiläum schuf Karl Rumpel 1924 gemeinsam mit dem Bildschnitzer Max Uecker Dekorationen für die als Aula der Höheren Mädchenschule in Treptow an der Rega genutzte Heilig-Geist-Kapelle. Als Wandgemälde sind nur seine vor dem Ersten Weltkrieg entstandenen historischen Stadtansichten im Festsaal des ehemaligen Demminer Kreishauses in der Adolf-Pompe-Straße 12–15 erhalten. 
1937 gestaltete der Maler im Auftrag des Demminer Magistrats die Innenwände im Pavillon des Marienhains mit Historiengemälden zur Stadtgeschichte. Die Besucher der Marienkapelle schauten gleichsam in ein Geschichtsbuch, denn in der Mitte des Raumes befand sich in einem Glaskasten ein großes Stadtmodell aus Gips und zwischen den Historienbildern waren Wappen der vier wichtigsten Demminer Patrizierfamilien aufgetragen. Die vier 1937 als Spätwerk gemalten Wandgemälde wurden schon 1945 zerstört. Sie trugen die folgenden Titel:
- „Heinrich der Löwe“: Die Festung Demmin öffnet Heinrich dem Löwen 1177 ihre Tore; mit dem Wappen des Herzogs rechts oben im Bild.
- „Hansezeit“: Hafengeschehen aus der Hansezeit 1283; mit dem Wappen der Hansestadt Lübeck rechts oben im Bild.
- „Schwedenzeit“: Schwedisches Wach- und Zollhaus an der Meyenkrebsbrücke; mit dem schwedischen Königswappen rechts oben im Bild. Nachdem Schweden 1648 ganz Vorpommern erobert hatte, zogen sie sich 1720 zugunsten Preußens auf das Gebiet „links der Peene“ zurück. Demmin wurde – wie so oft – zur Grenzfestung.
- „Preußenzeit“: Die königliche Kutsche vor der Stadt; mit dem Wappen des preußischen Königs rechts oben im Bild. In der Preußenzeit kam der Schatzkanzler Philipp Otto von Grumbkow zur Kontrolle der wirtschaftlichen Entwicklung mehrmals nach Demmin. 1733 besuchte der „Soldatenkönig“ Friedrich Wilhelm I. selbst die Stadt, um die Einwölbung der St.-Bartholomaei-Kirche voranzutreiben. Nach deren Neueinweihung war auf dem südlichen Pfeiler des Altarraumes der Kirche folgende Inschrift zu lesen: „Durch Friedrich Wilhelms Huld hat dieses Haus erlangt, daß es mit sichrer Deck und anderem Zierrath prangt“.